# Diocesi di Caltadria
La diocesi di Caltadria (in latino: Dioecesis Caltadriensis) è una sede soppressa e sede titolare della Chiesa cattolica.

## Storia
Caltadria, nell'odierna Algeria, è un'antica sede episcopale della provincia romana della Mauritania Cesariense.
Unico vescovo conosciuto di questa diocesi africana è Vittore, il cui nome appare al 67º posto nella lista dei vescovi della Mauritania Cesariense convocati a Cartagine dal re vandalo Unerico nel 484; Vittore era già deceduto all'epoca della redazione di questa lista.
Dal 1933 Caltadria è annoverata tra le sedi vescovili titolari della Chiesa cattolica; dal 27 febbraio 2018 il vescovo titolare è Janusz Ostrowski, vescovo ausiliare di Varmia.

## Cronotassi

### Vescovi residenti
- Vittore † (prima del 484)

### Vescovi titolari
- Carlos Anasagasti Zulueta, O.F.M. † (29 giugno 1953 - 26 luglio 1998 deceduto)
- Josip Mrzljak (29 dicembre 1998 - 20 marzo 2007 nominato vescovo di Varaždin)
- César Daniel Fernández (20 settembre 2007 - 7 giugno 2012 nominato vescovo di Jujuy)
- Gregory John Bittman (14 luglio 2012 - 13 febbraio 2018 nominato vescovo di Nelson)
- Janusz Ostrowski, dal 27 febbraio 2018